# 藤枝市自主運行バス

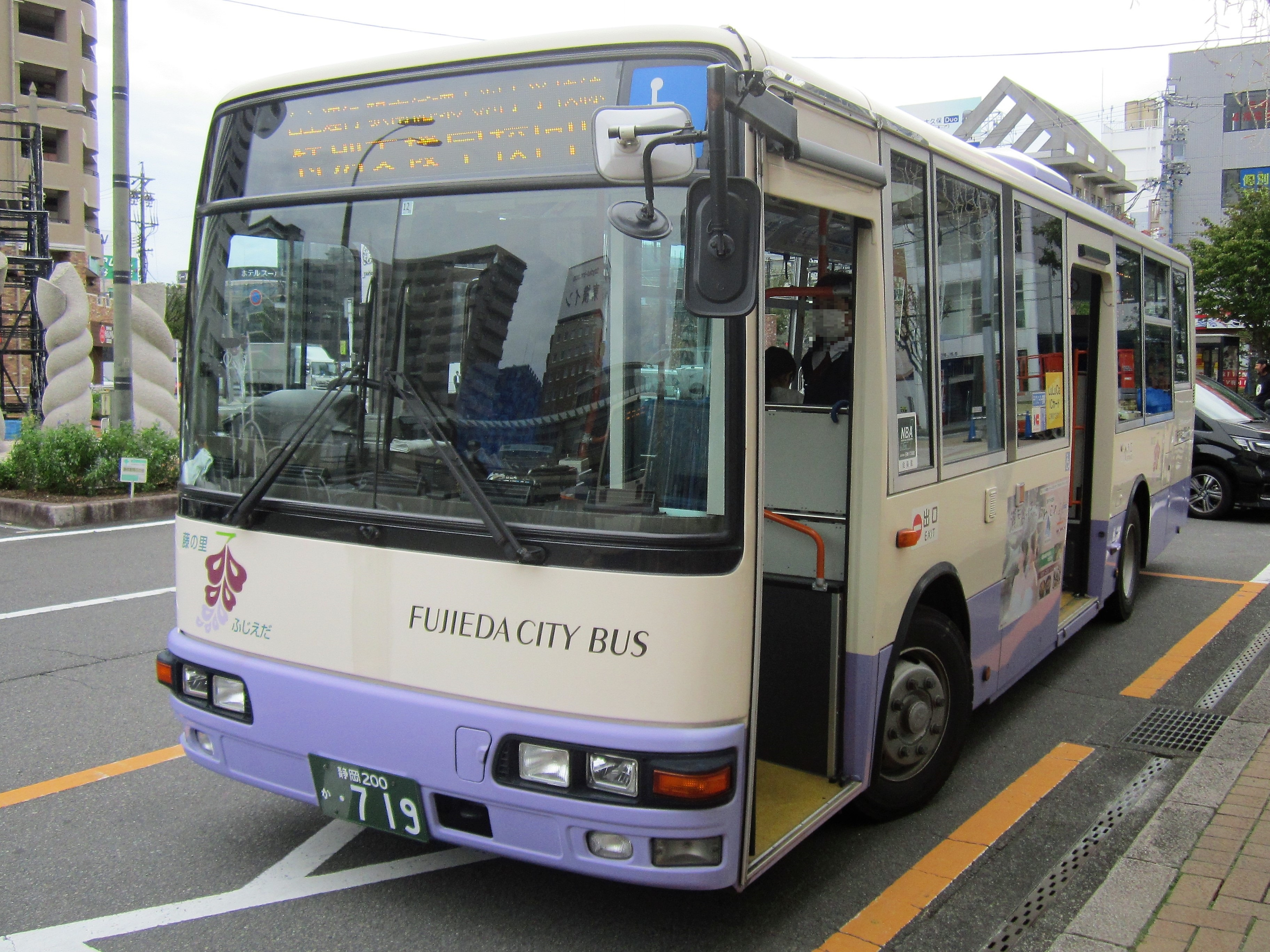
しずてつジャストライン委託路線の車両
（三菱ふそう・エアロミディMK）

藤枝市自主運行バス（ふじえだしじしゅうんこうバス）は、静岡県藤枝市が運行するコミュニティバス・廃止代替バス・乗合タクシー（デマンド型交通）の総称。しずてつジャストライン岡部営業所、吉田観光、ふるさと瀬戸谷、丸新交通、静鉄タクシー、志太交通に運行を委託している。
2001年10月1日運行開始。従来の藤枝市内の路線に加え、2009年1月1日に岡部町を合併したため、岡部町営バスを引き継ぎ「朝比奈線」として運行している。また藤枝駅と静岡空港を結ぶ「藤枝市富士山静岡空港アクセスバス」を2015年6月21日より運行開始した。

## 歴史
- 2001年10月1日 - 藤枝駅平島線、藤枝駅南循環線の運行を開始[3]。
- 2002年4月 - 藤枝市バス交通協議会を設置。
- 2003年10月1日 - 藤枝駅平島線、藤枝駅南循環線へ三菱ふそう・エアロミディMJを導入。
- 2004年11月1日 - 藤枝市立病院線の運行を開始[3]。
- 2005年4月1日 - 藤枝市立病院線へ日産・シビリアンを導入。
- 2006年10月1日 - 道路運送法の改正に伴い、地域公共交通会議を設置（藤枝市バス交通協議会を改組）。
- 2007年4月1日 - 大久保上滝沢線[4]・岡部町 (静岡県) - 朝比奈線の運行を開始[5]。
- 2008年4月1日
  - 大手市立病院線の運行開始（しずてつジャストラインの同名路線の廃止に伴う1年間の暫定運行）。
  - 藤枝駅南循環線の運行系統を変更し、藤枝駅善左衛門線に改称。
  - 藤岡市立病院線の運行系統を一部変更。
- 2008年10月1日 - 藤枝駅光洋台線の実証運行を開始。
- 2009年1月1日 - 市町合併に伴い、岡部町より朝比奈線の運行を移管。
- 2009年4月1日 - 以下の変更を実施。
  - しずてつジャストライン瀬戸ノ谷線の廃止代替バスとして、藤枝駅ゆらく線の運行を開始。
  - 大久保上滝沢線の運行形態（運行委託事業者・車両・系統）を変更。
  - 大手市立病院線の運行期間延長。
  - 藤枝駅光洋台線の運行期間延長・運行時刻修正。
  - 大手市立病院線・藤枝市立病院線の土休日運休を実施。
  - 藤枝駅善左衛門線の時刻修正。
- 2009年8月1日 - 藤枝駅光洋台線の運行事業者を吉田観光から静鉄タクシーに、車両をワンボックスカーに変更。運行日に土日祝日を追加、平日は減便（実証運行のまま変更）[6][7]。
- 2010年3月2日 - 藤枝駅善左衛門線にLuLuCaを導入。
- 2010年4月1日 - 藤枝駅平島線・藤岡市立病院線・大手市立病院線が廃止され、藤枝岡部線と城南平島線が運行開始。
- 2011年3月27日 - 以下の変更を実施。
  - 城南平島線の土日運行を開始。
  - 城南平島線・藤枝岡部線の路線形態を見直し、市立病院に一部が乗り入れ開始。
  - ゆらく線の路線形態を見直し、箸の藤木橋便の増便と市立病院経由の減便など変更。
- 2013年3月23日 - 以下の変更を実施。
  - 藤枝駅善左衛門線東ルート・西ルート、藤枝岡部線、城南平島線、朝比奈線でLuLuCa・PiTaPaに加え、交通系ICカード全国相互利用サービス開始。
  - 城南平島線を水守－西焼津駅北口間に短縮、西焼津水守線に改称。
- 2015年
  - 3月29日 - 西焼津水守線のデマンドタクシー化に伴い、藤枝駅水守線を運行開始。
  - 6月7日 - 藤枝市富士山静岡空港アクセスバス運行開始。
- 2016年4月1日 - 藤枝駅広幡線を運行開始。また藤枝駅光洋台線をデマンド型乗合タクシーに変更。
- 2017年3月26日 - 藤枝駅善左衛門線の再編により、駅南循環善左衛門線と駅南循環大洲小学校線に分割。
- 2022年2月1日 - 五十海市立病院線を運行開始。
- 2023年4月1日 - 五十海市立病院線を時ケ谷地区へ延伸。また、藤枝駅広幡線を仮宿地区などへ延伸。

## 路線

### 現行路線

#### しずてつジャストライン
駅南循環善左衛門線

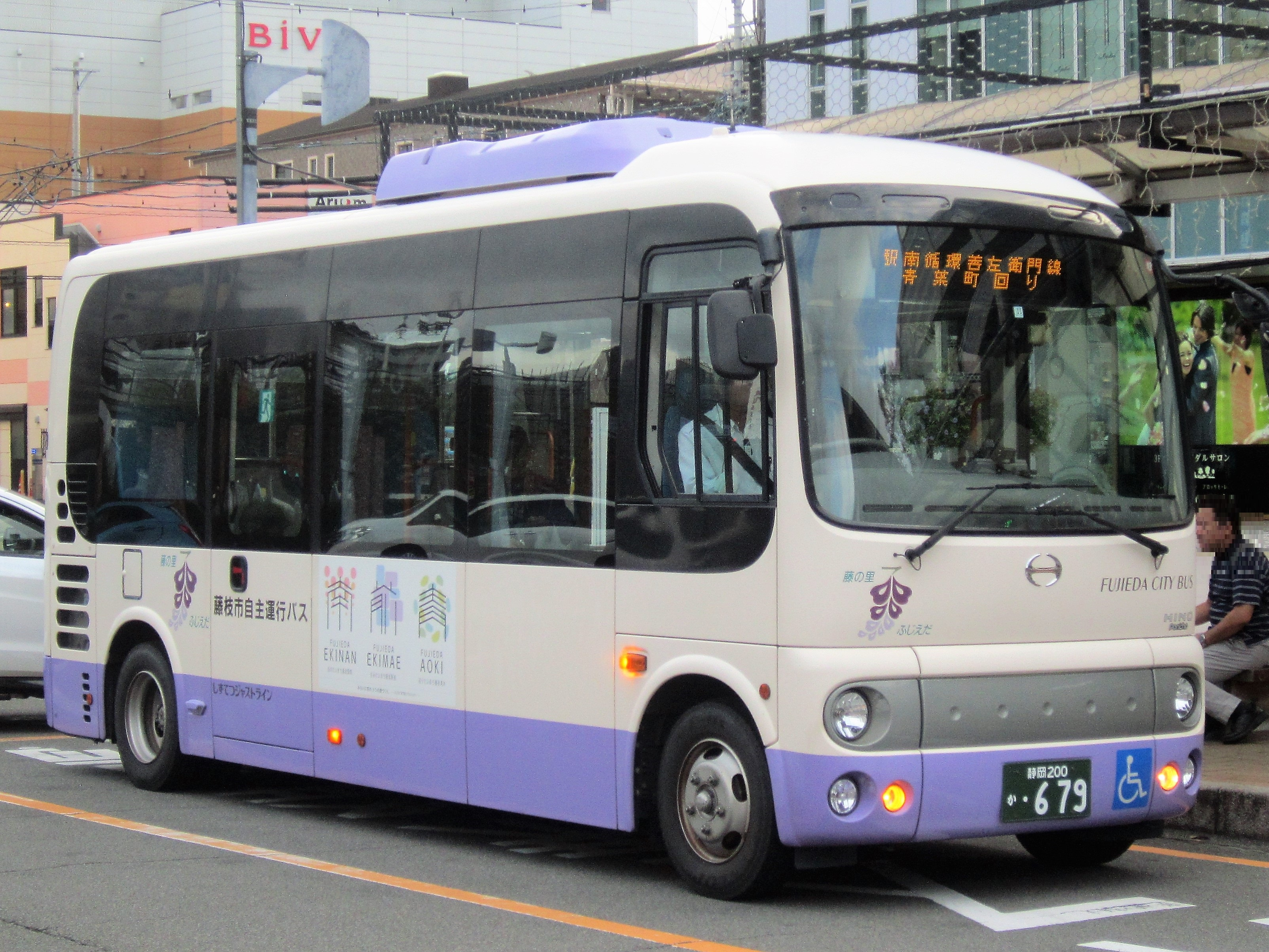
しずてつジャストライン委託路線（日野・ポンチョ）

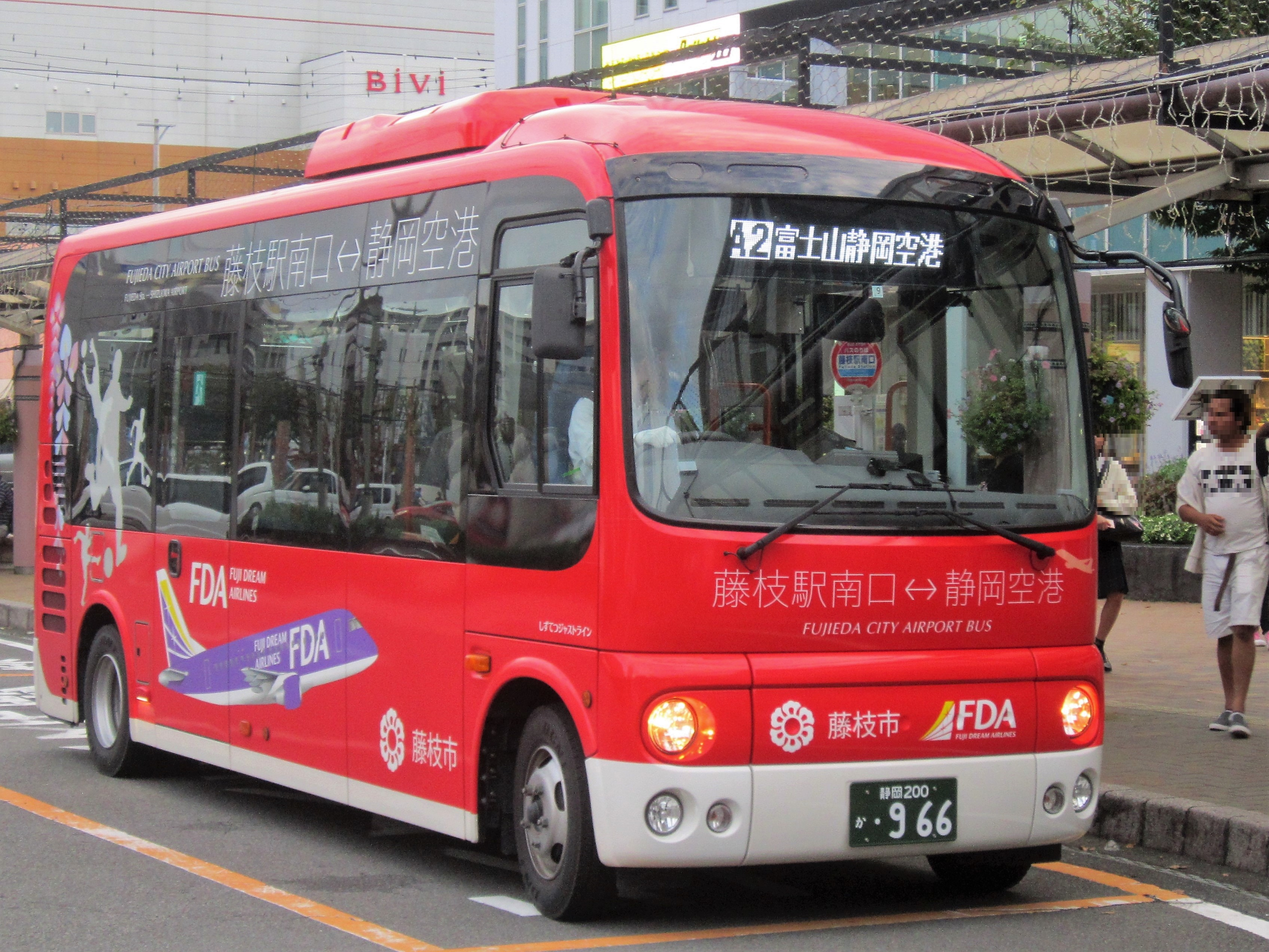
藤枝市富士山静岡空港アクセスバス（日野・ポンチョ）

- 藤枝駅南口 - 県立藤枝特別支援学校 - 大洲二丁目島田信用金庫藤枝南支店前 - ヘルスポート前 - 科研製薬前 - ふれあい広場  - 青島中学校 - 青葉町錦野クリニック - 藤枝駅南口   
  - 朝夕、右回りのみ村上開明堂前・持田製薬前へ乗り入れ。
  - つつじ平団地を経由する便もある。
  - 県（市町自主運行バス事業費補助金）の補助を受けて運行している。

駅南循環大洲小学校線
- 藤枝駅南口 - きのこ団地 - 大洲中学入口 - 藤枝駅南口
  - 一部、藤枝市立総合病院経由。
  - 県（市町自主運行バス事業費補助金）の補助を受けて運行している。

朝比奈線
- しずてつストア岡部店前 - 岡部小学校 - 藤枝市岡部支所前 - 岡部中学校入口 - もくせいの家 - 玉露の里 - 朝比奈第一小学校入口 - 玉取 - 小布杉
  - 2007年（平成19年）4月1日、朝比奈線（岡部小学校前 - 玉取 - 小布杉）廃止に伴い、廃止代替バスとして運行開始。
  - 2009年（平成20年）1月1日、市町合併に伴い、岡部町より朝比奈線の運行を移管。
  - 2010年（平成22年）4月1日、岡部小学校前からしずてつストア岡部店前まで延伸。同時に岡部小学校前行きからしずてつストア岡部店前行きに変更。
  - 玉取 - 小布杉間は土休日運休となる。また同区間は静岡市葵区内を運行する。葵区小布杉地区の生活交通を担うことから静岡市は藤枝市に対して朝比奈線の運行経費を負担している。
  - 県（市町自主運行バス事業費補助金）の補助を受けて運行している。

藤枝市富士山静岡空港アクセスバス
- 藤枝駅南口 - 空港南 - 富士山静岡空港
  - 2015年（平成27年）6月21日に運行開始。
  - 県の補助（富士山静岡空港観光交流推進事業補助金）を受けて運行している。

#### 吉田観光
藤枝駅ゆらく線
- 藤枝駅前 - 金吹橋 - 稲葉小学校 - 瀬戸谷小学校前 - 瀬戸谷温泉ゆらく前 - 筈の木橋
  - 2012年（平成22年）3月26日に運行開始。
  - 一部系統は金吹橋、中山にて他路線に連絡している。
  - 一部便は藤枝市立総合病院・駿河台を経由する。瀬戸谷方面行の藤枝市立総合病院 - 駿河台間は乗車専用区間となっている。また、藤枝駅前行の駿河台 - 藤枝市立総合病院間は降車専用となっている。
  - 国（地域内フィーダー系統確保維持国庫補助金）・県（市町自主運行バス事業費補助金）の補助を受けて運行している。

#### ふるさと瀬戸谷
大久保上滝沢線
- 大久保 - 蔵田 - 峠 - 瀬戸谷温泉ゆらく前 - 瀬戸谷小学校前 - 上滝沢 - 滝ノ谷
  - 2012年（平成22年）3月26日に運行開始。
  - 大久保 - 蔵田間・不動峡入口 - 滝ノ谷間を利用する際は、乗車2時間前までに瀬戸谷温泉ゆらくへの電話予約が必要。

#### バス停型乗合タクシー
- 藤枝駅光洋台線 - 丸新交通に運行委託を行っている。また、県（市町自主運行バス事業費補助金）の補助を受けて運行している。
- 藤枝駅広幡線 - 静鉄タクシーに運行委託を行っている。また、県（市町自主運行バス事業費補助金）の補助を受けて運行している。
- 五十海市立病院線 - 志太交通に運行委託を行っている。また、県（市町自主運行バス事業費補助金）の補助を受けて運行している。

#### 乗合タクシー
- 藤岡地区乗合タクシー - 志太交通に委託を行っている。また、県（市町自主運行バス事業費補助金）の補助を受けて運行している。

### 廃止路線
藤枝平島線
藤枝駅南循環線
藤岡市立病院線
大手市立病院線
城南平島線
藤枝岡部線
西焼津駅水守線
藤枝駅水守線
- 水守 - 平島団地 - 保福島ちびっこ広場 - 西焼津駅北口
  - 以前は西焼津駅北口から藤枝市役所・藤枝市立総合病院まで向かう路線も有していたが、2013年(平成25年)3月をもって廃止となった。
  - 2015年（平成27年）3月限りで全線廃止。

## 運行内容

### 藤枝駅ゆらく線
- 単一区間利用 - 1乗車につき、大人200円・小人（高校生まで）[8]100円
- 複数区間利用 - 1乗車につき、大人400円・小人（高校生まで）[8]200円

※A区間（藤枝駅前－金吹橋）・B区間（金吹橋－箸の木橋）
※電話またはFAXで事前予約が必要（予約がない場合は運行しない）

### 朝比奈線
- 単一地区利用 - 1乗車につき、大人200円・小人（高校生まで）[8]100円
- 複数地区利用 - 1乗車につき、大人400円・小人（高校生まで）[8]200円

※岡部地区（しずてつストア岡部店前－もくせいの家）・朝比奈地区（もくせいの家－小布杉）

### 藤枝駅広幡線
- 単一地区利用 - 1乗車につき、大人200円・小人（高校生まで）[8]100円
- 複数地区利用 - 1乗車につき、大人400円・小人（高校生まで）[8]200円

※A区間（藤枝駅前－藤枝西高）・B区間（藤枝西高－水守）
※電話またはFAXで事前予約が必要（予約がない場合は運行しない）

### 五十海市立病院線
- 単一地区利用 - 1乗車につき、大人200円・小人（高校生まで）[8]100円
- 隣接地区利用 - 1乗車につき、大人300円・小人（高校生まで）[8]150円
- 3地区利用 - 1乗車につき、大人400円・小人（高校生まで）[8]200円

※A区間（五十海東－藤枝第4地区自治会館前）・B区間（上伝馬・栄－音羽町2丁目）・C区間（保健センター・志太医師会館－藤枝市立総合病院）
※電話またはFAXで事前予約が必要（予約がない場合は運行しない）

### その他の路線
- 1区間につき、大人200円・小人（高校生まで）[8]100円
- 区間をまたぐ場合は、大人400円・小人（高校生まで）[8]200円

### 乗車カード
- LuLuCa
- PiTaPaなどの交通系ICカード

※大久保上滝沢線や藤枝駅ゆらく線、藤枝駅広幡線、五十海市立病院線では利用不可

### 運休日
- 藤枝駅ゆらく線・大久保上滝沢線は、1月1～3日は全便運休。
- 駅南循環大洲小学校線・駅南循環善左衛門線・朝比奈線は、12月31日～1月3日は全便運休。
- 藤枝駅広幡線・藤枝駅光洋台線・五十海市立病院線は、土日祝及び12月31日～1月3日は全便運休。

## 車両

### しずてつジャストライン
駅南循環善左衛門線・駅南循環大洲小学校線
- 藤枝市自主運行バス専用車両を使用。白と藤色の帯ツートンカラーで「FUJIEDA CITY BUS」の文字が記載され、市の花の藤と「藤の里ふじえだ」のマークが描かれる。
  - 三菱ふそう・エアロミディMK (TKG-MK27FH)[9]
  - 日野・ポンチョ - 2ドアロングボディ

藤枝市富士山静岡空港アクセスバス
- 赤色地に飛行機や藤の花などを描いた専用ラッピング車両を使用。
  - 日野・ポンチョ - 1ドアロングボディ。2018年に新車導入 (2DG-HX9JLCE)
  - 日産・シビリアン（リフトバス）- 藤枝市自主運行バスの車両を転用

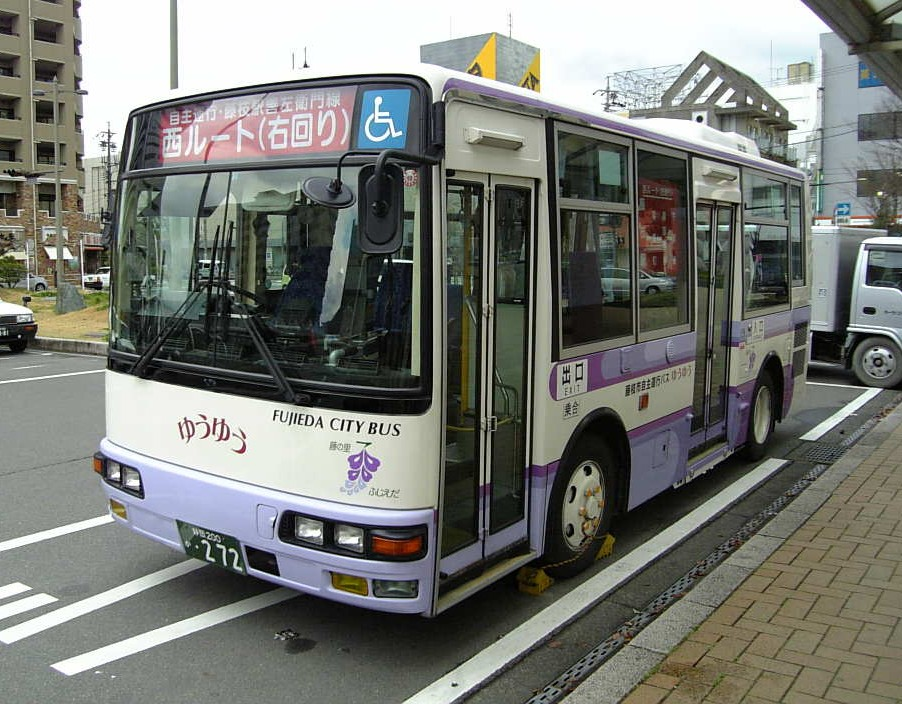
三菱ふそう・エアロミディMJ （2003年導入）
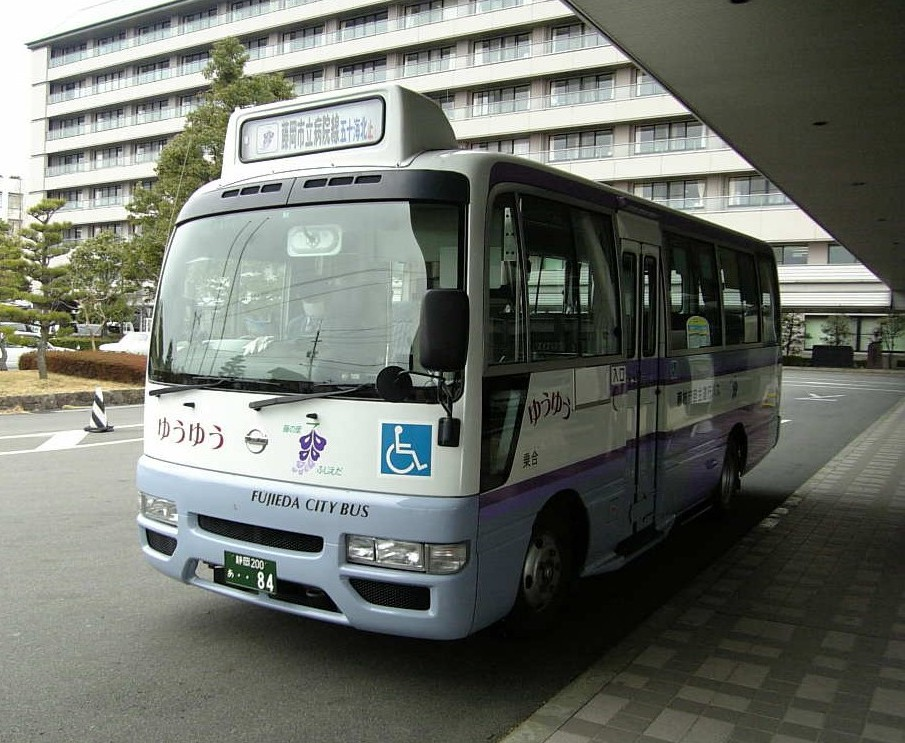
日産・シビリアン （2005年、藤枝市立病院線に導入）
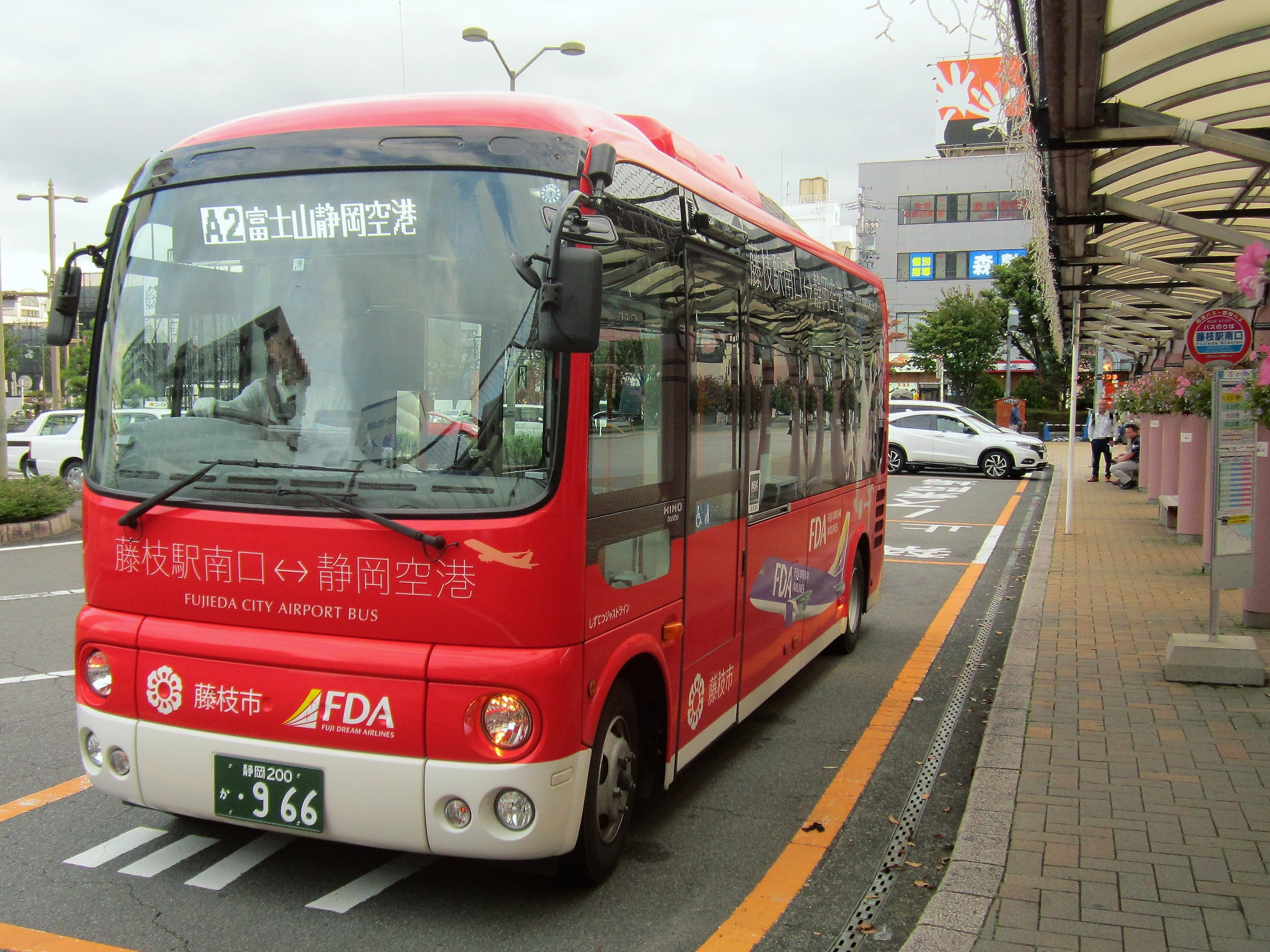
日野・ポンチョ （富士山静岡空港アクセスバス専用車両）

### 朝比奈線
元しずてつジャストラインの自治体払い下げ車両（塗色変更、白ナンバー）に「龍勢号」という愛称を付けて使用していたが、経年のため廃車され、現在は前出の藤枝市自主運行バス専用車両と同型の日野・ポンチョ（白ナンバー）が使用されている。

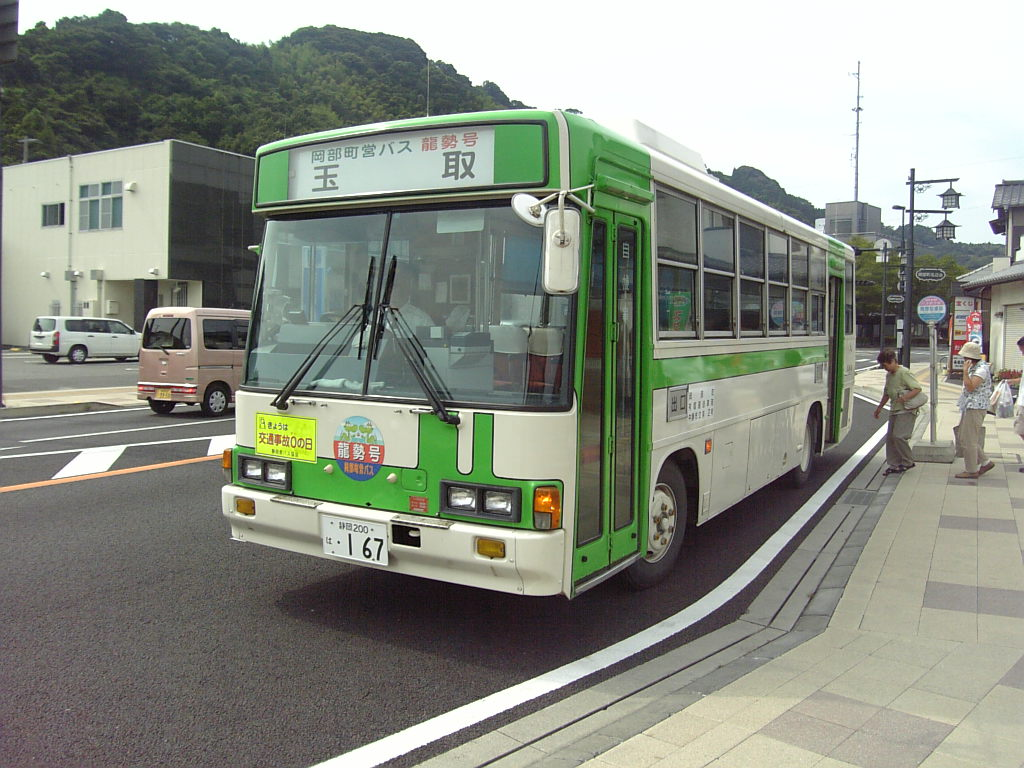
旧岡部町営バスの車両（いすゞ・ジャーニーK）。廃車済

### 吉田観光
- 藤枝駅ゆらく線 - 日野・ポンチョ

### ふるさと瀬戸谷
- 大久保上滝沢線

運行開始当初は朝比奈線と同様に元しずてつジャストラインの自治体払い下げ車両（塗色変更、白ナンバー）に「瀬々らぎ」という愛称を付けて使用していたが、2009年4月1日に委託先が変更されて以降はトヨタ・ハイエースを使用し、瀬戸谷地区の特産品シイタケを使ったご当地グルメ「せとやコロッケ」のラッピングを施した「コロッケバス」として運行している。

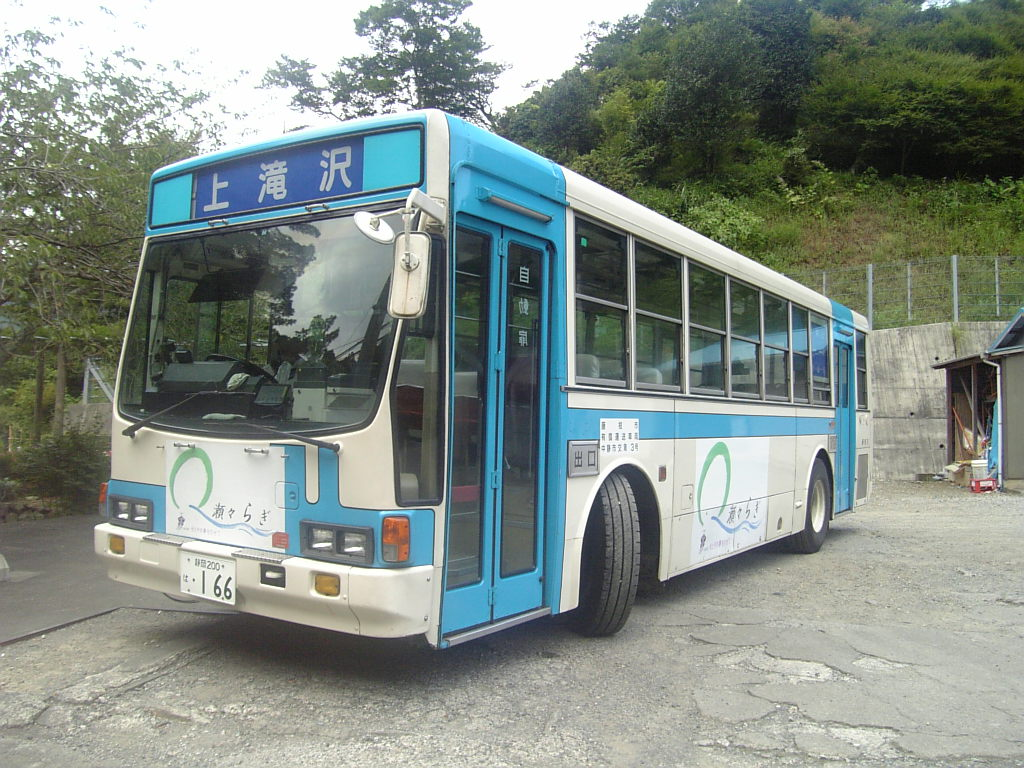
「瀬々らぎ」の車両（いすゞ・キュービック）。廃車済
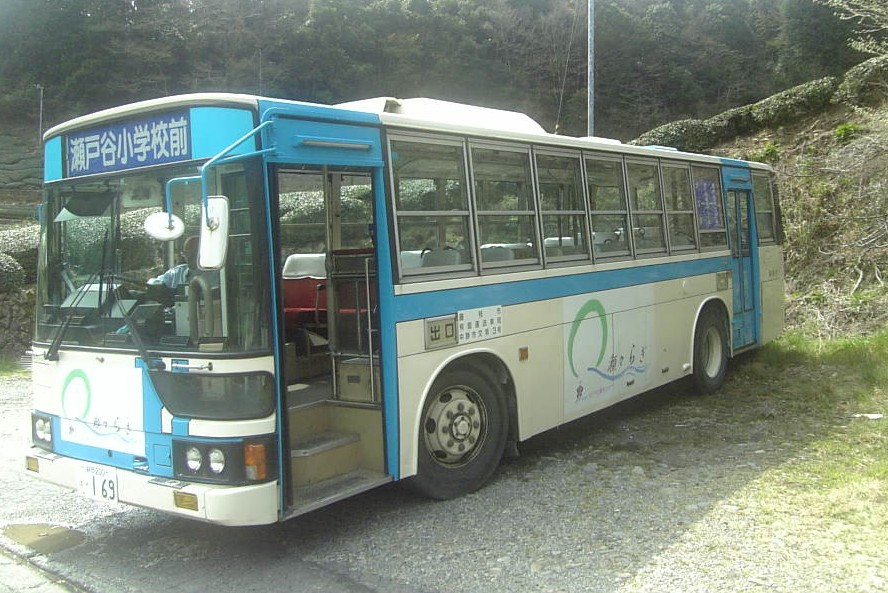
「瀬々らぎ」の車両（三菱ふそう・エアロスターK）。廃車済

### 静鉄タクシー
- 藤枝駅広幡線 - トヨタ・コンフォートなど
- 五十海市立病院線 - トヨタ・シエンタなど

### 丸新交通
- 藤枝駅光洋台線 - トヨタ・コンフォートなど

### 志太交通
- 藤岡地区乗合タクシー - トヨタ・コンフォートなど